# Symmachianische Fälschungen
Die Symmachianischen Fälschungen sind eine Sammlung von unechten Texten, die um das Jahr 500 im Zusammenhang mit einem Konflikt zwischen Papst Symmachus und dem Gegenpapst Laurentius verfasst wurden.

## Entstehung
Im Jahre 498 kam es zu einer Doppelwahl des römischen Bischofs durch konkurrierende Adelsparteien. Der Ostgotenkönig Theoderich bestimmte daraufhin Symmachus zum rechtmäßigen Amtsinhaber. Um den Jahreswechsel 500/501 kam es jedoch neuerlich zu einem Konflikt, da Symmachus von den Anhänger des Laurentius wegen verschiedener Verfehlungen angeklagt wurde, u. a. einer verkehrten Berechnung des Ostertermins. In den Jahren 501 und 502 fanden vier Synoden statt, die schließlich Symmachus in allen seinen Rechten bestätigten. Einer weiteren Synode im Jahr 506 beugte sich Laurentius endlich und zog sich aus Rom zurück.

## Dokumente
Um die Position des Symmachus zu stärken, verfassten seine Anhänger im Verlauf der Auseinandersetzung verschiedene in der Vergangenheit angesiedelte Schriften. Entstanden sind sie vermutlich schon Anfang 501 in Rom. Die Schriften beinhalten im Einzelnen
1. die Synode des Papstes Silvester,
2. die Gesta Liberii,
3. die Gesta de Xysti purgatione,
4. die Gesta de Polychronii accusatione,
5. die Synode zu Sinuessanae.

Herausragend unter diesen Fälschungen ist die Synode des Papstes Silvester, die angeblich mit fast 300 namentlich genannten Geistlichen und unter Teilnahme Kaiser Konstantins stattgefunden haben soll. Als letzter ihrer zwanzig Beschlüsse wird dort unter der Überschrift Ut nullus dijudicet primam sedem justitiae postuliert:

„Nemo enim judicabit primam sedem: quoniam omnes sedes a prima sede justitiam desiderant temperari. Neque ab Augusto, neque ab omni clero, neque a regibus, neque a populo judex judicabitur.“

„Niemand aber soll den höchsten Sitz richten: da ja alle Sitze wünschen, daß ihnen vom höchsten Sitz Gerechtigkeit widerfahre. Weder vom Kaiser noch vom gesamten Klerus, weder von Königen noch vom Volke soll er gerichtet werden.“

## Wirkung
Ohne dass zunächst direkt auf die Symmachianischen Fälschungen Bezug genommen wurde – erst in der Zeit des Reformpapsttums im 11. Jahrhundert wurden verstärkt die überlieferten Schriften für das Rechtsverständnis herangezogen –, ging der Anspruch der Nichtjudizierbarkeit des römischen Bischofs (prima sedes a nemine iudicatur: Der erste Stuhl wird von niemandem gerichtet) in den folgenden Jahrhunderten in das kirchliche Recht ein und findet sich auch heute noch mit diesen Worten im kanonischen Kirchenrecht (CIC Can. 1404).

## Drucke und Editionen
- Pierre Coustant (Hrsg.): Epistolae romanorum pontificum, et quae ad eos scriptae sunt, a S. Clemente I. usque ad Innocentium III. quotquot reperiri potuerunt [...]. Tomus I. ab anno christi 67. ad annum 440. apud Ludovicum-Dionysium Delatour, Paris 1721 (google.de [abgerufen am 29. Juni 2022]).
- Eckhard Wirbelauer: Zwei Päpste in Rom. Der Konflikt zwischen Laurentius und Symmachus (498–514): Studien und Texte (= Quellen und Forschungen zur Antiken Welt. Band 16). tuduv, München 1993, ISBN 3-88073-492-5, S. 171–342 (academia.edu). (Editionen und deutsche Übersetzung.)